# Fri fugl
En fri fugl er en betegnelse for et menneske, der lever livet fri for bindinger til andre (det gælder både økonomiske og sociale bånd).
| Sprog | Spire Denne artikel om sprog er en spire som bør udbygges. Du er velkommen til at hjælpe Wikipedia ved at udvide den. |